# 88. додела Оскара
88. додела Оскара је свечаност коју представља Академија филмских наука и уметности (AMPAS), а одржана је 28. фебруара 2016. у Dolby Theatreу у Холивуду. Церемонија је почела у 17:30 PST / 20:30 EST. Додељени су Оскари у 24 категорије. Свечаност је у САД преносила ТВ-кућа ABC, у продукцији Давида Хилла и Региналда Худлина. Глумац Крис Рок био је домаћин церемоније по други пут, након што је претходно био домаћин 77. церемоније 2005. Академија је одржала и 7. свечаност доделе почасних Оскара (Говернорс Ањардс) 14. новембра2015. Оскар за техничка достигнућа додељен је 13. фебруара 2016. на церемонији у Беверли Њилсхире Хотелу на Беверли Хилсу, а награде су представили домаћини церемоније Оливиа Мун и Џејсон Сигел.
Побеснели Макс: Ауто-пут беса освојио је шест награда, што је највише за церемонију, док је Повратник освојио три од укупно 12 номинација. Остали добитници су Под лупом, који је освојио двије награде, укључујући и Оскар за најбољи филм. Филмови A Girl in the River: The Price of Forgiveness,  Amy, Bear Story, Опклада века, Мост шпијуна, Данкиња, Ex Machina, Подлих осам, У мојој глави, Соба, Саулов син, Спектра, и Муцавац освојили су по једну награду. Церемонија је имала најмању стопу гледаности у задњих осам година.

## Распоред
| Датум         | Догађај                                                                        |
| ------------- | ------------------------------------------------------------------------------ |
| 14. 11. 2015. | Додела почасних Oскарa                                                         |
| 30. 12. 2015. | Гласање за номинације почиње у 8:00 PST / 11:00 EST                            |
| 8. 1. 2016.   | Гласање за номинације затвара се у 17:00 PST / 20:00 EST                       |
| 14. 1. 2016.  | Номинације су објављене у5:30 PST / 8:30 ујутру EST у Samuel Goldwyn Theateru. |
| 8. 2. 2016.   | Свечани ручак за номиноване                                                    |
| 12. 2. 2016.  | Почиње коначно гласање                                                         |
| 13. 2. 2016.  | Додела Оскара за научна и техничка достигнућа                                  |
| 23. 2. 2016.  | Коначно гласање завршава се у 17:00 PST / 20:00 EST                            |
| 28. 2. 2016.  | 88. додела Oскара                                                              |

## Номинације и награде
Имена номинованих објављена су 14. јануара 2016. у Samuel Goldwyn Theaterу на Беверли Хилсу. Имена су објавили режисери Гиљермо Дел Торо i Анг Ли, прецедница Академије Cheryl Boone Isaacs i глумац Џон Красински. Филм Повратник добио је највише номинација (12), док се филм Побеснели Макс: Ауто-пут беса налази на 2. месту са 10 номинација. Са освојена два Оскара, Под лупом је први филм још од Највеће представе на свијету из 1952. који је освојио Осцара за најбољи филм као једину награду. Alejandro González Iñárritu постао је једини мексички и трећи режисер који је освојио два узастопна Оскара за најбољу режију након Џона Форда 1940. i 1941. i Џозефа Л. Манкевица 1949. i 1950.

### Оскар за најбољи филм
| Филм                          | Глумци                                                                        |
| ----------------------------- | ----------------------------------------------------------------------------- |
| Под лупом                     | Мајкл Шугар, Стив Голин, Никол Роклин и Блеј Пагон Фауст                      |
| Опклада века                  | Бред Пит, Диди Гарднер и Џереми Клајнер                                       |
| Мост шпијуна                  | Стевен Спиелберг, Марц Плат и Кристиан Мацоко Криегер                         |
| Бруклин                       | Финола Двер и Аманда Посеy                                                    |
| Побеснели Макс: Ауто-пут беса | Даг Мичел и Џорџ Милер                                                        |
| Марсовац: Спасилачка мисија   | Симон Кимберг,Ридли Скот,Михајел Шафер и Марк Хуфам                           |
| Повратник                     | Арнон Милцхан, Стеве Голин, Алехандро Г. Иñáрриту, Марy Парент и Кеитх Редмон |
| Соба                          | Ед Гунеј                                                                      |

### Оскар за најбољу режију
| Режисер               | Филм                          |
| --------------------- | ----------------------------- |
| Алехандро Г. Иñáрриту | Повратник                     |
| Адам Мек Кеј          | Опклада века                  |
| Џорџ Милер            | Побеснели Макс: Ауто-пут беса |
| Лен Абрахамсон        | Соба                          |
| Том Мек Карти         | Под лупом                     |

### Оскар за најбољег главног глумца
| Глумац            | За улогу у филму                           |
| ----------------- | ------------------------------------------ |
| Леонардо Дикаприо | Повратник као Хју Глас                     |
| Брајан Кранстон   | Трамбо као Далтон Трамбо                   |
| Мет Дејмон        | Марсовац: Спасилачка мисија као Марк Ватни |
| Мајкл Фасбендер   | Стив Џобс као Стив Џобс                    |
| Еди Редмејн       | Данкиња као Лили Елба                      |

### Оскар за најбољу главну глумицу
| Глумица         | За улогу у филму          |
| --------------- | ------------------------- |
| Бри Ларсон      | Соба као Џој „Ма” Њусом   |
| Кејт Бланчет    | Керол као Керол Ерд       |
| Џенифер Лоренс  | Џој као Џој Мангано       |
| Шарлот Ремплинг | 45 година као Кејт Мерсер |
| Серше Ронан     | Бруклин као Ејлис Лејси   |

## Почасне награде Академије
Представљање почасних награда одржано је 14. новембра 2015. на 7. годишњој церемонији Говернорс Ањардс у Холлyњоод & Хигхланд Центеру. Имена добитника одређена су гласањем Одбора гувернера Академије 25. августа 2015.
Добитници почасног Оскара:
- Спајк Ли
- Џина Роландс

Добитник награде за хуманитарни рад:
- Деби Рејнолдс

## Уручиоци награда
Сљедеће личности, наведене по редослиједу појављивања, додијелиле су награде или најављивали номиниране:
{

| цласс = "њикитабле сортабле"
|-
! Уручилац !! Уручена награда
|-
| Елен К || Најављивач 88. дођеле Оскара
|-
| Емилy Блунт, Шарлиз Терон|| Уручиоци награде за најбољи оригинални сценариј
|-
| Расел Кроу, Рајан Гослинг|| Уручиоци награде Оскара за најбољи адаптирани сценариј
|-
| Сара Силверман || Најављивач изведбе пјесме кандидата за најбољу оригиналну пјесму "Њритинг'с он тхе Њалл" 
|-
| Хенрy Кавил, Керy Вошиингтон|| Најављивач филмова Марсовац: Спасилачка мисија и Опклада века као кандидате за најбољи филм
|-
| Ј. К. Симмонс || Уручилац награде Оскара за најбољу споредну глумицу
|-
| Кејт Бланшет || Уручилац награде Оскара за најбољи костим 
|-
| Стив Карел, Тина Феј|| Уручиоци награде Оскара за најбољу сценографију
|-
| Џералд Лето
Марго Роби || Уручиоци награде за најбољу шминку

|-
| Џенифер Гарнер, Бенито дел Торо|| Најављивач филмова Повратник и Побеснели Макс: Ауто-пут беса као кандидате за најбољи филм
|-
| Мајкл Б. Јордан, Рејчел Макадамс|| Уручиоци награда Оскара за најбољу фотографију
|-
| Пријанка Цхопра, Лив Шребер|| Уручиоци награде Осцара за најбољу монтажу
|-
| Кедвик Босеман,  Крис Еванс|| Уручиоци награда Оскара за најбољи звук и звучне ефекте
|-
| Анди Серкис || Уручилац награде Оскара за најбоље визуелне ефекте
|-
| Оливиа Мунн, Џејсон Сегел|| Представљачи сегмента Оскар за техничка достигнућа и награда Гордон Е. Сањyер
|-
| Кевин, Стуарт & Боб (глас Пијер Кофинн) || Уручиоци награда Осцара за најбољи кратки анимирани филм
|-
| Шериф Фуд (глас Том Хенкс), Буз Литерман (глас Тим Ален) || Уручиоци награда Осцара за Осцара за најбољи анимирани филм
|-
| Кевин Харт || Најављивач изведбе пјесме кандидата за најбољу оригиналну пјесму "Еарнед Ит"
|-
| Кате Винслет, Рас Витерсон|| Најављивачи филмова Мост шпијуна, Под лупом, као кандидате за најбољи филм
|-
| Патрициа Аргуете || Уручилац награде Оскара за најбољу споредну мушку улогу
|-
| Луис Ц.К. || Уручилац награде Оскара за најбољи кратки документарни филм
|-
| Дев Пател, Дејзи Ридле|| Уручиоци награде Осцара за најбољи документарни филм
|-
| Вупи Голдберг || Најављивач снимака са дођеле награда почасних Осцара и награде Јеан Херсхолт за хуманитарни рад
|-
| Луис Госет, Јр. || Најављивач сећања на преминуле филмске раднике
|-
| Абрахам Атах, Џејкоб Тремблy|| Уручиоци награде Оскара за краткометражни играни филм
|-
| Лее Бyунг-хун, Софија Вергара|| Уручиоци награде Осцара за најбољи страни филм
|-
| Џо Бајден || Најављивач изведбе пјесме кандидата за најбољу оригиналну пјесму  "Тил Ит Хаппенс то Yоу"
|-
| Квинс Џоне, Парел Вилијамс|| Уручилац награде Осцара за најбољу оригиналну музику
|-
|  Common, Џон Леђенд|| Уручиоци награде за пјесму
|-
| Али Г (изведба Шах Барон Коен), Оливиа Вајлд|| Представљачи филмова Соба и Бруклин као кандидате за најбољи филмм
|-
| Ј. Ј.  Абрамс || Уручилац награде Оскара за најбољу режију 
|-
| Еди Редмајне || Уручилац награде Оскара за најбољу глумицу 
|-
| Џулија Мур || Уручилац награде Оскара за најбољег глумца
|-
| Морган Фримен || Уручилац награде Оскара за најбољи филм